# ギルバート・ライル
ギルバート・ライル（Gilbert Ryle、1900年8月19日 - 1976年10月6日）は、イギリスの哲学者。ウィトゲンシュタインの言語観に想を得たイギリスの日常言語学派の代表的人物。心身二元論を批判する時に用いた「機械の中の幽霊（英語版）」、「機械の中の幽霊のドグマ」という表現でもよく知られている。自身の思想の一部を「行動主義」と表現した（バラス・スキナーやジョン・B・ワトソンの行動主義心理学と混同しないこと）。

## 生涯
1900年、イングランドのブライトン生まれ。ブライトン・カレッジを卒業後、1919年にオックスフォード大学に入学。古典学や哲学を学び、PPEの第一回卒業生となった。
1924年、オックスフォード大学クライスト・チャーチカレッジ講師に就任。第二次世界大戦中は、語学に堪能だったことから諜報将校を務めた。戦後の1945年、オックスフォード大学ウェインフリート記念講座哲学教授に任命され、BPhil（哲学修士課程）の創設に携わるなどして、1968年まで務めた。彼の後任が、ピーター・フレデリック・ストローソンである。
ウィトゲンシュタインと親しくなったのは1929年以降だが、理論的尊敬とともに、ウィトゲンシュタインの教育スタイルには違和感を覚えたことも書いている。ライルの主著である『心の概念』The Concept of Mind は1949年公刊。1945年から翌年までアリストテレス協会会長を務めた。また哲学誌『Mind』の編集人を1947年から1971年まで務めた。

## 心の概念
1949年の著書『心の概念』においてライルは西洋哲学の主調をなしてきた心身二元論を誤りであると断じた。心が独立した存在であるとか、心は身体の中にありながら身体を支配しているといった考え方は、生物学の発達以前の直写主義がそのまま持ち越されたものにすぎず、余剰として退けられるべきである。ライルによれば、心身問題を論じる目的はなによりもまず、人間存在のような高度な有機体が、その行動から得られる明証性をもとにしてどのようにして抽象化や仮説形成といった工夫、戦略、手腕を発揮するのかを記述することである。
ライルはデカルトやラ・メトリーといった17・18世紀の思想家を批判し、自然が複雑な機械であり、人間本性が小さな機械だとすれば、人間の特性である知能や自発性が説明がつかないから、この小さな機械の中に幽霊がいるとしなくてはならなくなる、と述べた。ライルの考えでは、「なぜ……なのか」という問いに対して、機械論的見地からのみ答えを探そうとすると、カテゴリー・ミステイク（カテゴリー錯誤、カテゴリー的誤謬などと訳す）に陥る。人間行動の記述・説明にあたっては心理的語彙（ボキャブラリー）が重要な役割を果たすのだから、人間は機械と類比して語れるようなものではないし、心とは外部に現れる技能の「隠れた」原理なのではない。
ライルの考えでは、心の働きは身体の動きと切り離せない。心身は繋がっており、心理的語彙といっても身体行動を記述するのとたいして変わらない。ある人物の動機というものは実際のところその人物がある状況下でどのように行為する「傾向性」があるかということを意味している。虚栄という明白な感情や苦痛があるわけではなく、行動の一般的な趨勢ないし傾向のもとに包摂される一連の行為と感情があり、これが「虚栄」という用語で呼ばれる。
ライルによれば、これが小説家や歴史家やジャーナリストなら、人々の行動を見て気軽に様々な動機や道徳的価値や個性を判断してもよい。しかし哲学者が心とか魂と呼ばれる領域にこれらの性質を付与しようとすれば、問題が起こるのである。また、ライルは認知主義理論に基づく説明に対して古典的な反論を加えた。すなわち、認知主義心理学では認知行動の前提としてなんらかの認知システムがなければならないとするが、認知システムの策定自体一個の行動なのだから、このような因果的説明では無限遡行に陥り、説明にならないというのである。

## 思想と影響
ライルとオースティンはどちらも日常言語学派に数えられ、同時期にオックスフォード大学に勤めていたが（ライルが10歳年長）、坂本百大によれば、両者の間に交流はなく、日常言語といってもライルが非論理的側面を強調するのに対して、オースティンは秩序形成面を強調するという相違がある（『心の概念』訳者解説を参照）。
『心の概念』は哲学的心理学への重要な貢献とされ、また日常言語学派の主要文献とも目されている。しかし1960年代から1970年代にかけてはチョムスキー、ハーバート・サイモン、ジェリー・フォーダーその他のデカルト主義的な認知科学理論が席捲した時期（チョムスキーに至っては『デカルト派言語学』という題の本を書いている）であり、心の哲学の分野でも戦後に学界の二大主要潮流となったのはジェリー・フォーダーの表象主義(representationalism)と、「内的」な認知段階の存在を仮定するウィルフリド・セラーズの機能主義だった。これに対して、現代において影響力のある哲学者でありかつてライルの学生でもあったダニエル・デネットも指摘しているように、身体化的認知(embodied cognition)、 言説心理学(discursive psychology)、状況的認知(situated cognition)理論といった、認知主義以降の最近の心理学潮流は、ライルの業績に再び関心を抱いている。今日なおライルは、高度な水準の人間活動について明晰かつ意味のある仕方で説明することは、魂という漠然とした概念に頼らなくても可能であるとする立場を擁護するために主要な理論家であり続けている。
ライルのいくつかの著作は文化人類学の分野に大きな影響を与えた。クリフォード・ギアツはライルの概念「厚い記述」を引用しながら、それが人類学の目標であるとしている。

## 他の著作
他の著書として、『プラトンの進歩』Plato's Progress（1966年）と論文集『ディレンマ』Dilemmas（1954年）がある。

## 邦訳された著作
- 坂本百大、宮下治子、服部裕幸訳『心の概念』みすず書房、1987年
- 野家啓一訳「系統的に誤解を招く諸表現」、『現代哲学基本論文集』2、勁草書房、1987年
- 坂本百大、井上治子、服部裕幸、信原幸弘訳『思考について』みすず書房、1997年
- 篠澤和久訳『ジレンマ--日常言語の哲学』勁草書房、1997年